# Ясень носолистный
Ясень носолистный, или ясень горный, или клюволистный (лат. Fraxinus rhynchophylla) — древесное растение; вид рода ясень семейства маслиновые (Oleaceae).

## Ботаническое описание
Небольшое дерево 9—12 м высотой и до 20—30 см диаметром, изредка встречаются экземпляры до 16—18 м высотой и до 35—45 см диаметром. Крона высокоподнятая, ажурная.
Кора молодых деревьев серая, со светлыми, будто известковыми, неправильной формы крупными пятнами — «мазками»; на старых стволах темно-серая, в частых неглубоких трещинах.
Почки крупные, широкоокруглые, бурые, рыжевато- или сероватоопушенные.
Листья супротивные, сложные, непарноперистые, с двумя, иногда — с тремя парами листочков. Листочки широкоовальные, с «клювовидным» остроконечием, крупнозазубренные, а у листьев не плодущих веток иногда цельнокрайные.
Растения двудомные, реже — полигамные. Цветки только в чашечкой; мужские с двумя тычинками, женские — с одним пестиком, обоеполые — с двумя—четырьмя тычинками и один пестиком. Цветочные кисти скученные, почти верхушечные. Крылатки 3—4 см длины и до 0.5 см ширины. Цветет в мае в начале распускания листьев. Плоды созревают в сентябре — октябре.

## Распространение и экология
Распространён только в Приморском крае (южнее 45°с. ш.). Северная граница ареала проходит в Михайловском и Ацучинском районах, на побережье моря — в бассейне реки Киевка. Общий ареал Маньчжурия, Китай, Корейский полуостров.
Растёт в широколиственных и смешанных лесах, на горных склонах, по скалистым гребням, на осыпях, обрывах и скалах. Чистые насаждения образует редко.
Светолюбив и теплолюбив ( не выносит зим Хабаровска). Растёт быстрее ясеня маньчжурского. Образует обильную поросль от пня, растущую очень быстро: достигая в 10 лет высоты 4—5 м. Наблюдается образование и корневых отпрысков от пня. Порослевая способность сохраняется до 170—180 лет. Плодоносить начинает с 5—7 летнего возраста. Разводится семенами.

## Значение и применение
Древесина по качеству сходна с древесиной ясеня маньчжурского. Однако из-за меньших размеров стволов меньшего распространения и ограниченных запасов этот вид ясеня промышленного значения не имеет, но бесспорна его горноукрепительная роль.
Подрост страдает от выпаса. Устойчив к сенокошению. Урожайность зеленого пастбищного корма 5—10 ц/га. Пятнистыми оленями поедается хорошо зимой кора и тонкие ветки, летом попутно с другими растениями, сочные побеги и листья.
Декоративен, особенно в осенней окраске листьев. В культуру введён с 1892 г.